# Noworossijsk
Noworossijsk (russisch Новороссийск; ukrainisch Новоросійськ) ist eine russische Hafenstadt in der Region Krasnodar. Sie liegt am Schwarzen Meer an den westlichen Ausläufern des Kaukasusgebirges und hat 241.952 Einwohner (Stand 14. Oktober 2010).
Die Stadt hat seit 2006 eine neue, zwei Kilometer lange Uferpromenade. Noworossijsk ist Universitätsstadt, Kulturzentrum und ein wichtiger Wirtschaftsstandort. Darüber hinaus ist die Stadt als Marinestützpunkt der russischen Schwarzmeerflotte von Bedeutung.

## Geschichte

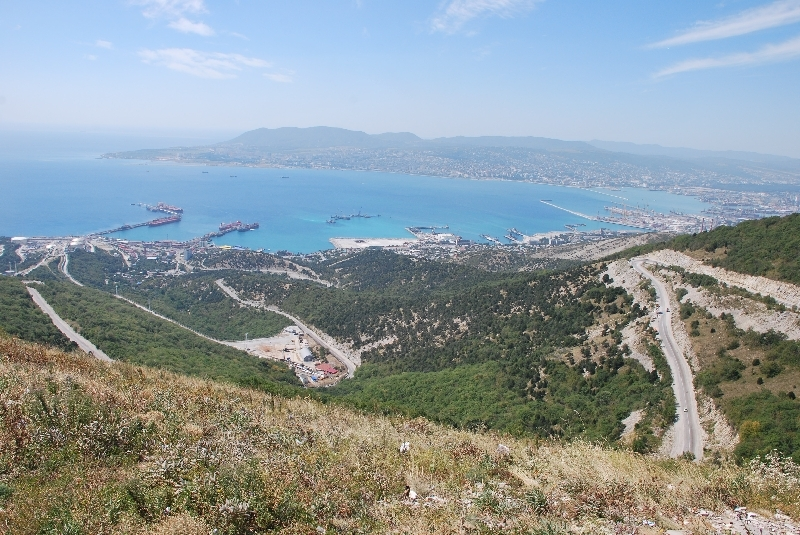
Blick auf Noworossijsk

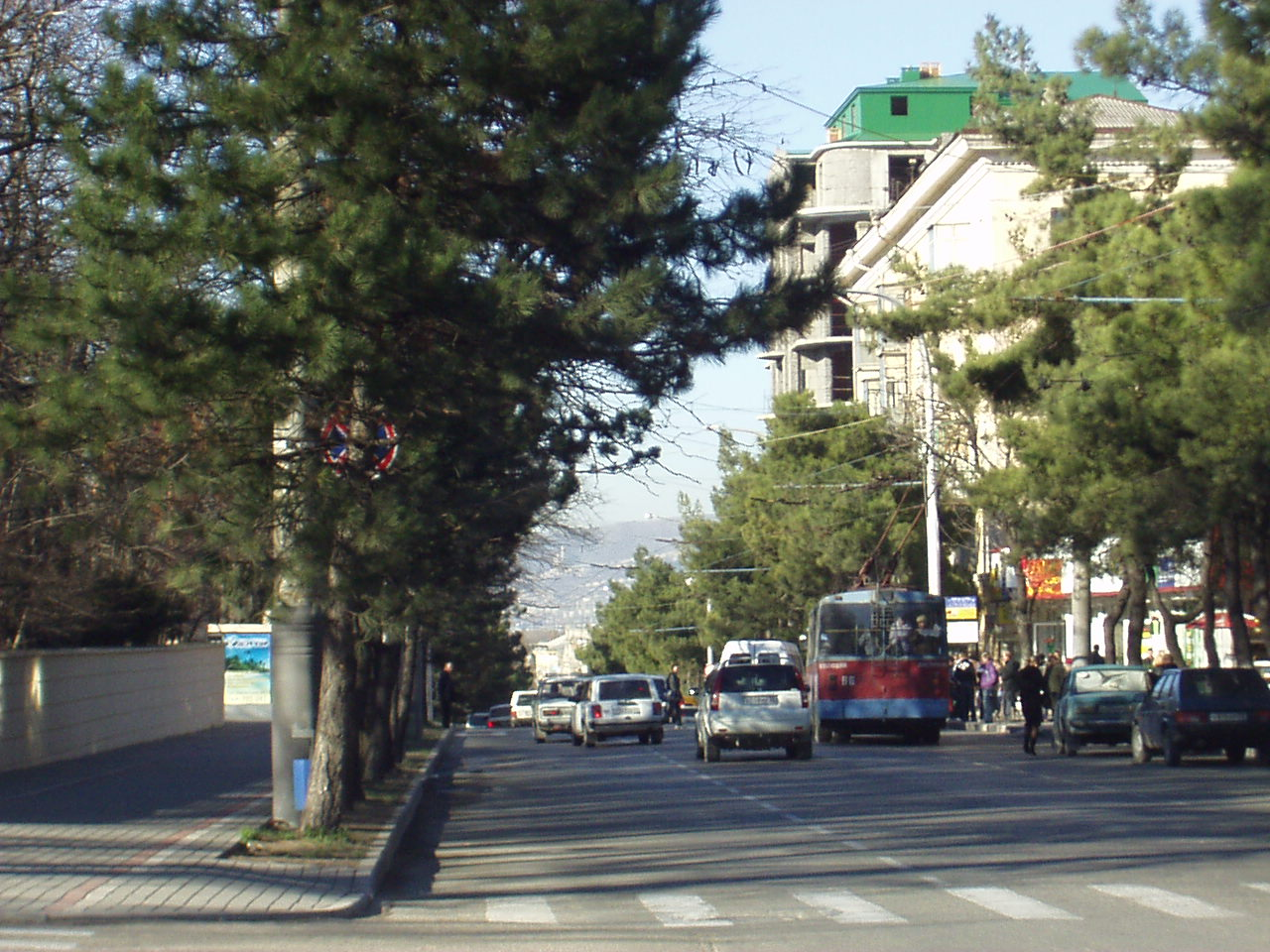
Straße in Noworossijsk

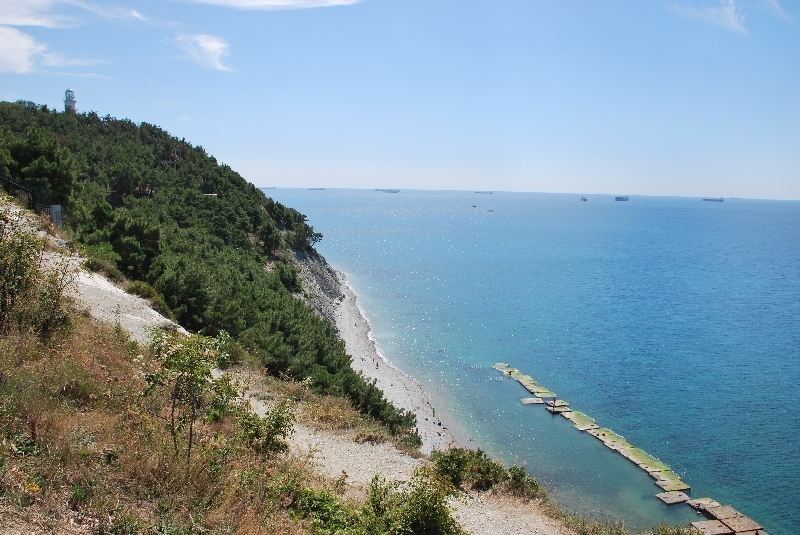
Strände in der Nähe der Stadt

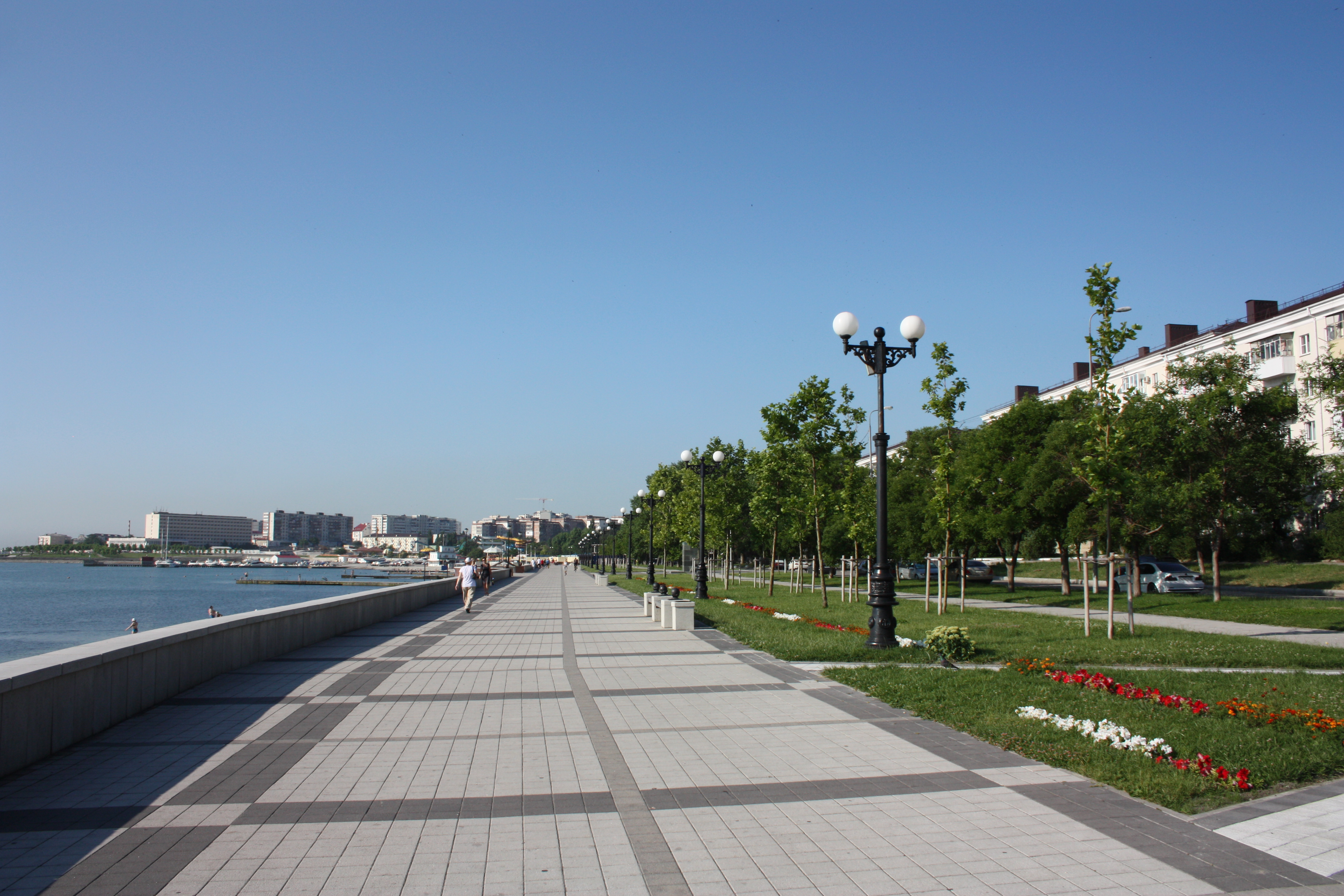
Promenade am Schwarzen Meer

An der Stelle der heutigen Stadt wurde bereits von den alten Griechen eine Kolonie namens Bata gegründet.
Der Ort wurde im 12. und 13. Jahrhundert eine genuesische Handelsniederlassung und später vom Osmanischen Reich erobert. Die Osmanen errichteten an der Mündung des Flusses Zemes eine Festung mit dem Namen Sudjuk Kale, um von hier aus Sklavenhandel zu betreiben.

### 19. und 20. Jahrhundert
1808 wurde die Festung von Russland erobert. Die Stadt wurde 1838 an der Stelle der 1812 von den Russen zerstörten Festung gegründet. Ihr Name geht auf die Provinz Neurussland (Noworossija) zurück. Noworossijsk war Hauptstadt des 1896 gebildeten Gouvernements Schwarzmeer, das bis 1918/20 bestand. Anfang des 20. Jahrhunderts wurde der Hafen ausgebaut und ein wirtschaftlicher Aufschwung folgte.
Im Zweiten Weltkrieg war die Stadt 1942/43 Schauplatz heftiger Kämpfe. Noworossijsk war der östlichste Punkt an der Schwarzmeerküste, bis zu dem die deutsche Wehrmacht in der Sommeroffensive 1942 vordrang. Da diese hier abgewehrt wurde, bekam Noworossijsk 1973 die Auszeichnung einer Heldenstadt verliehen (der seinerzeitige Staats- und Parteichef Leonid Breschnew war als Politoffizier südlich der Stadt eingesetzt). Endgültig befreit wurde die Stadt am 16. September 1943 im Rahmen der Noworossijsk-Tamaner Operation der Roten Armee.
Das vormals italienische Schlachtschiff Giulio Cesare wurde zu Ehren der Stadt 1949 als Noworossijsk in die sowjetische Marine übernommen, explodierte aber am 29. Oktober 1955 auf der Reede von Sewastopol. Der Kreuzer Michail Kutusow, welcher der Noworossijsk bei der Explosion am nächsten lag und die Besatzung des Schiffes unterstützte, liegt heute als Museumsschiff im Hafen der Stadt.

### Bevölkerungsentwicklung
| Jahr | Einwohner |
| ---- | --------- |
| 1897 | 16.897    |
| 1939 | 95.240    |
| 1959 | 93.461    |
| 1970 | 132.744   |
| 1979 | 159.135   |
| 1989 | 185.938   |
| 2002 | 232.079   |
| 2010 | 241.952   |

Anmerkung: Volkszählungsdaten

## Wirtschaft
Der Hafen Noworossijsk ist dem Warenumsatz nach der größte Seehafen Russlands. Es wird vor allem Erdöl verschifft (eine Pipeline aus Zentralasien führt hierher), daneben auch Getreide. Zu den bedeutendsten Industrien zählt die Zementindustrie. In der Umgebung von Noworossijsk liegt zudem eines der wenigen Weinanbaugebiete Russlands.

## Verkehr
Noworossijsk ist mit der russischen Hauptstadt Moskau über die Fernstraße M4 Don verbunden. Die Fernstraße A290 führt über die Krim-Brücke nach Kertsch, Feodossija und Simferopol auf der Halbinsel Krim.

## Militär
In Noworossijsk ist die 7. Garde-Luftsturm-Division der russischen Luftlandetruppen stationiert.

## Sport
Im Fußball ist die Stadt durch den Verein Tschernomorez Noworossijsk vertreten.

## Persönlichkeiten

### Söhne und Töchter der Stadt
- Georges Gurvitch (1894–1965), russisch-französischer Soziologe
- Friedrich Schwarz (1897–1963), deutscher Übersetzer
- Polyxenia von Baer (1904–1983), deutsch-russische Übersetzerin
- Wladimir Kokkinaki (1904–1985), Testpilot
- Konstantin Kokkinaki (1910–1990), Testpilot
- Jewgeni Sawizki (1910–1990), Jagdpilot
- Mordecai Seter (1916–1994), israelischer Komponist
- Eugenija Šimkūnaitė (1920–1996), Botanikerin und Phytotherapeutin
- Ida Nudel (1931–2021), russisch-israelische Bürgerrechtskämpferin
- Wladimir Lomeiko (1935–2009), Diplomat
- Tatjana Selenzowa (* 1948), Hürdenläuferin und Trainerin
- Jewgeni Kasperski (* 1965), Computerviren-Experte und Unternehmer
- Emir-Ussejin Kuku (* 1976), krimtatarischer Menschenrechtsaktivist
- Wladimir But (* 1977), Fußballspieler
- Denis Popow (* 1979), Fußballspieler
- Anna Vinnitskaya (* 1983), Pianistin
- Anton Demtschenko (* 1987), Schachspieler
- Anton Sinkowski (* 1996), Fußballspieler
- Artjom Galadschan (* 1998), Fußballspieler

### Weitere mit der Stadt in Verbindung stehende Personen
- Oskar Lieven (1852–1912), Chemiker und Unternehmer, leitete zwischen 1895 und 1912 die Zementfabrik Noworossijsk

## Bemerkenswerte Bauwerke
- Fernsehturm Noworossijsk, Betonkonstruktion, Höhe: 261 m, fertiggestellt 1996

## Städtepartnerschaften
Noworossijsk listet folgende sechzehn Partnerstädte auf:
| Stadt                         | Land                   | seit |
| ----------------------------- | ---------------------- | ---- |
| Brest                         | Belarus                | 2014 |
| Chanten und Mansen Okrug      | Russland               | 2021 |
| Constanța                     | Rumänien               | 2002 |
| Gainesville                   | Vereinigte Staaten     | 1988 |
| Gawar                         | Armenien               | 2009 |
| Gijón                         | Spanien                | 1984 |
| Heilbronn                     | Deutschland            | 2019 |
| Stadtbezirk Huangdao, Qingdao | Volksrepublik China    | 2020 |
| Kazaschko                     | Bulgarien              | 2019 |
| Livorno                       | Italien                | 1967 |
| Plymouth                      | Vereinigtes Königreich | 1956 |
| Pula                          | Kroatien               | 1997 |
| Samsun                        | Türkei                 | 2010 |
| Tomsk                         | Russland               | 2008 |
| Tyros                         | Libanon                | 2013 |
| Valparaíso                    | Chile                  | 1996 |
| Warna                         | Bulgarien              | 1997 |

1. ↑  Noworossijsk "Aufgrund des russischen Angriffs auf die Ukraine im Februar 2022 ruht die Partnerschaft derzeit." heilbronn.de, abgerufen am 23. Januar 2023.